# Thamsbrück
Thamsbrück (auch Ablassstadt Thamsbrück) ist ein Ortsteil der Stadt Bad Langensalza im Unstrut-Hainich-Kreis in Thüringen.
Thamsbrück ist die älteste Kleinstadt in Thüringen und verfügt mit dem Ablassfest über eine mehr als 500 Jahre währende Tradition. Die seit 1206 selbstständige Stadt wurde 1994 nach Bad Langensalza eingemeindet. 

## Geographie
Thamsbrück liegt etwa vier Kilometer nördlich von Bad Langensalza und etwa 35 Kilometer nordwestlich der Landeshauptstadt Erfurt, im Westen des Thüringer Beckens, auf einer Höhe von 175 Metern über NHN. Am Süd- und Westrand des Ortes fließt die Unstrut mit zwei Flussläufen in Richtung Osten zur Saale. Der von Norden kommende Welsbach mündet an der Nordwestseite des Ortes in die Unstrut.

## Geschichte

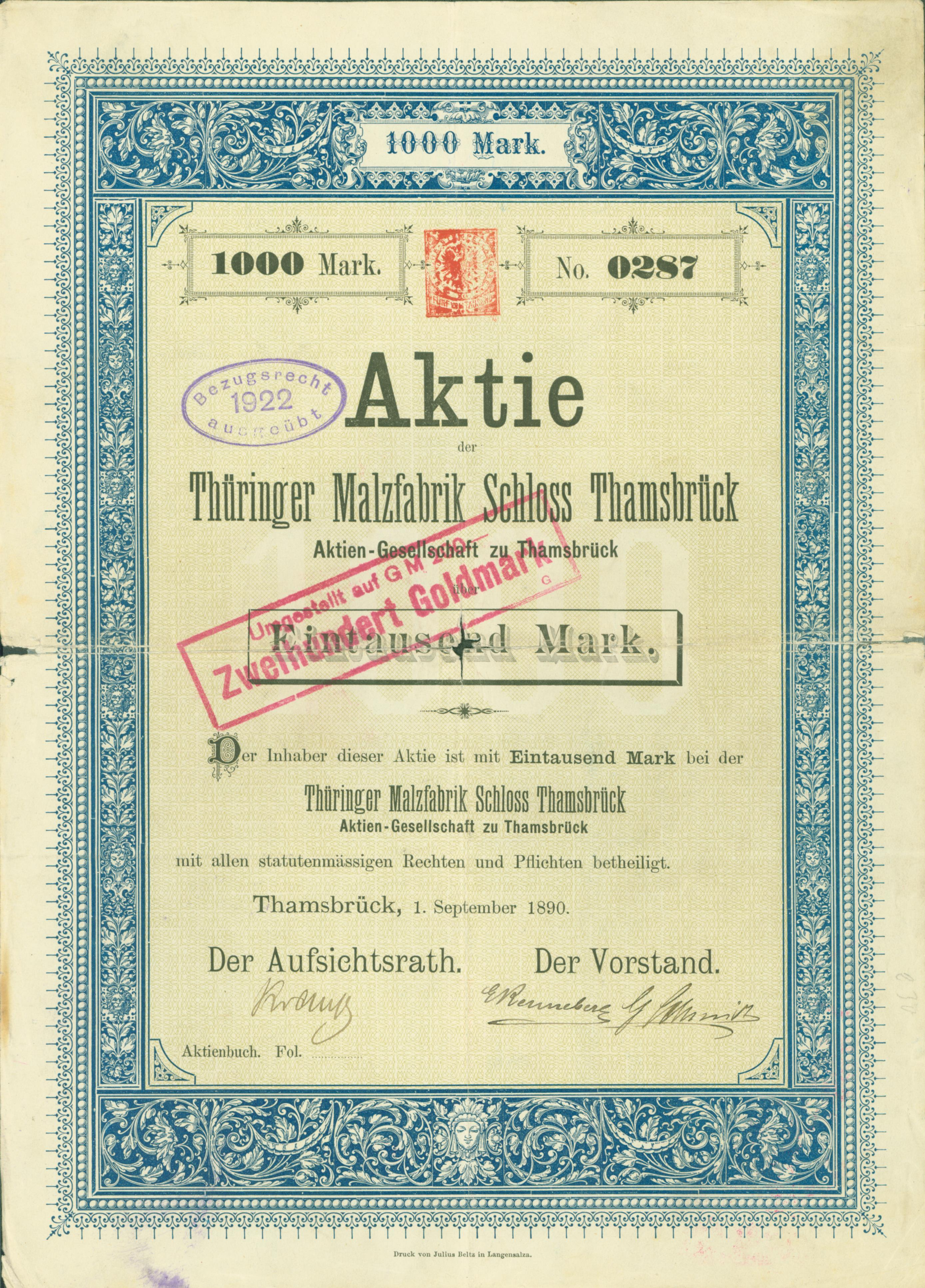
Aktie über 1000 Mark der Thüringer Malzfabrik Schloss Thamsbrück vom 1. September 1890

Thamsbrück wird 736 erstmals erwähnt. Darin wird beschrieben, dass die Kirche in Thamsbrück durch den angelsächsischen Missionar Bonifatius gestiftet wurde. 1149 ließ der Landgraf von Thüringen Ludwig II. auf dem Hügel vor der Unstrut ein Schloss für seinen jüngeren Bruder (Ludwig von Thamsbrück) errichten. Im Jahre 1206 wurde Thamsbrück in einer Schenkungsurkunde von Landgraf Hermann I. verbrieft und civitas (lateinisch für Stadt) benannt, als ein Mühlhäuser Schiedsspruch bestätigt wurde. Dies wird gemeinhin als erste Erwähnung des Stadtrechts angesehen. Bis 1490 bildete die Burg Thamsbrück das Zentrum eines landgräflichen Amts, dann ging es im Amt Langensalza auf. Am 20. Juni 1500 kehrten 30 Thamsbrücker von Feldzug gegen aufständische Friesen, die sich gegen den Gubernator von Friesland, den Wettiner Heinrich den Frommen, erhoben hatten, zurück.
Thamsbrück gehörte bis 1815 zum kursächsischen Amt Langensalza und nach dessen Abtretung an Preußen von 1816 bis 1944 zum Landkreis Langensalza in der Provinz Sachsen. 1868 wurde das Schloss Thamsbrück abgerissen und die Fläche samt Wallgraben in einen Garten umgewandelt. Der Burgturm blieb jedoch verschont. Anno 1890 fand die Gründung der Malzfabrik „Schloss Thamsbrück“ statt.
Ein 1975 veröffentlichtes Stadtportrait erwähnt die mit einem Betriebsteil in Großwelsbach vereinigte LPG „Karl-Marx“ als landwirtschaftliches Hauptunternehmen, weiterhin die beiden im Ort ansässigen Malzfabriken, den VEB „Feuerteufel“ und die einzige in der DDR verbliebene Mühlenbaufirma „ORANO“, die auch die Herstellung von Mühlsteinen übernahm.
In Thamsbrück befand sich einer von vier Dingstühlen des Thüringischen Landgerichts zu Mittelhausen.

### Der Stadtname und seine Entwicklung
Der Name der Stadt Thamsbrück hat sich über 1200 Jahre, seit nachweisbarem Bestehen des Ortes, immer wieder leicht verändert. In ersten Quellen aus den Jahren 780 und 802 erhielt das Kloster zu Fulda Einkünfte aus Tungesbrucgen. Ab 1174 werden die ansässigen landgräflichen Ministerialien de Tungeßbrucken (Thungisbrucken genannt) in mehreren Quellen erwähnt. Im Jahr 1206, dem Jahr, in dem der Ort sein Stadtrecht erhielt, war es Tungesbrucken. Im Jahr 1315 war es Dungisbrukin. In den Jahren 1318 und 1319 war es wieder, wie im Jahr 1206, Tungesbrucken. 1328 Tungisbrucke. Neben Thungispruken und Tungesbrucke(n) werden auch Tumesbrucken, Thomasbrucken, Thomsbrucken im Lehnbuch Friedrichs des Strengen verzeichnet. In weiteren Quellen hieß es 1445 Thomesbrugken, 1526 Thommesbrugk und 1724 Thambsbrück.
Der Name Thamsbrück, hat sich gegebenenfalls im Erstglied Thams aus dem germanischen Personennamen Dung, bzw. Tung entwickelt, der eine Vokalvariante zu althochdeutsch thing (ding) darstellt. Ding bedeutet hierbei Volksversammlung, bzw. Gerichtsverhandlung. Zudem sind T(h)oms und T(h)ams Kurzformen für biblischen Thomas. Das Zweitglied brück gehört zum mittelhochdeutschen -brücke, bzw. mittelniederdeutschen -brügge.

### Eingemeindung
Durch das Thüringer Neugliederungsgesetz (ThürNGG), das am 1. Juli 1994 in Kraft trat, wurde die bis dahin selbständige Stadt, zum juristischen Wirkungsdatum 8. März 1994, in die Stadt Bad Langensalza eingemeindet.

## Politik

### Ortsteilbürgermeister
Der Ortsteilbürgermeister von Thamsbrück ist Sascha Schneider.

### Wappen
Das Kommunalwappen der damaligen Stadt Thamsbrück ist historisch. Es stammt aus dem Jahr 1270 und ist von unbekannter Herkunft.
| Wappen von Thamsbrück | Blasonierung: „In Gold auf einer roten, abgerundeten, dreibogigen Brücke, ein silberner geharnischter Reiter mit silberner Rüstung auf weißem Pferd mit rotem Sattel und Geschirr. Der Reiter hält in der Linken einen Schild und in der Rechten eine Fahne. Auf der Fahne und dem Schild wird jeweils derselbe Löwe, siebenmal von rot und silber geteilt, stilisiert dargestellt.“ |
| Wappen von Thamsbrück | Wappenbegründung: Das Thamsbrücker Wappen mit der Brücke ist ein redendes Wappen. Bei dem Reiter soll es sich um den Landgrafen von Thüringen, Hermann I., handeln. |

## Kultur und Sehenswürdigkeiten

### Bauwerke
- St.-Georg-Kirche: Zum Pfarrbezirk Thamsbrück im Evangelischen Kirchenkreis Mühlhausen gehören die Gemeinden Bothenheilingen, Großwelsbach, Issersheilingen, Kleinwelsbach, Merxleben und Neunheilingen.
- Rathaus
- Nikolausturm

### Regelmäßige Veranstaltungen
In Thamsbrück wird das Ablassfest traditionsgemäß an dem Wochenende gefeiert, dessen Sonntag der Erste im Juli ist.

### Vereine
In Thamsbrück gibt es ein ausgeprägtes Vereinsleben. Neben den für solche Orte üblichen Vereinen wie der Karnevals-, Fußball- und Kegelverein sowie der Freiwilligen Feuerwehr sind besonders der Heimat- und Ablaßburschenverein 1501 e. V. und das Tambour-Corps 1924 Thamsbrück e. V. erwähnenswert.

### Fotogalerie

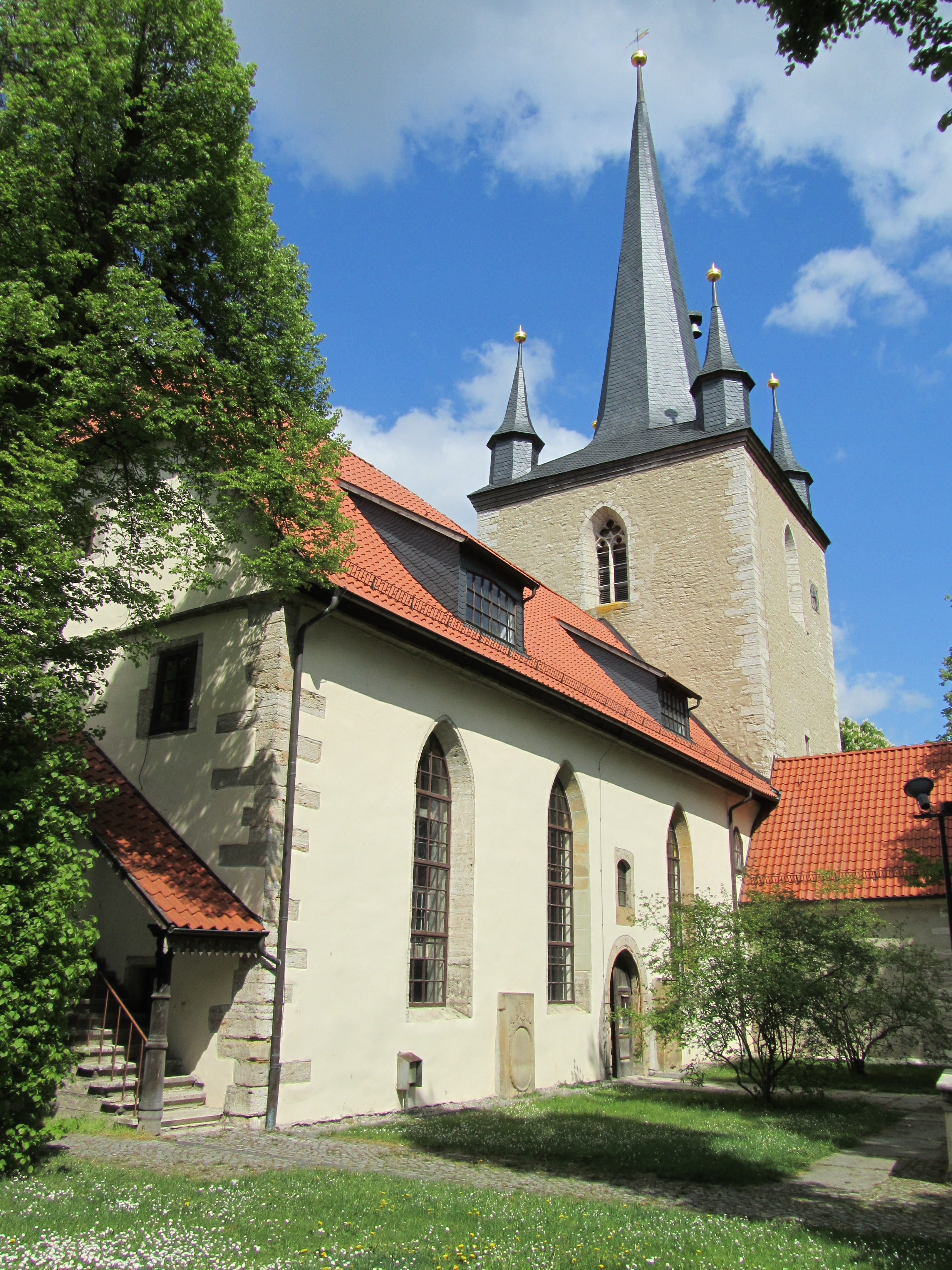
Kirche am Markt
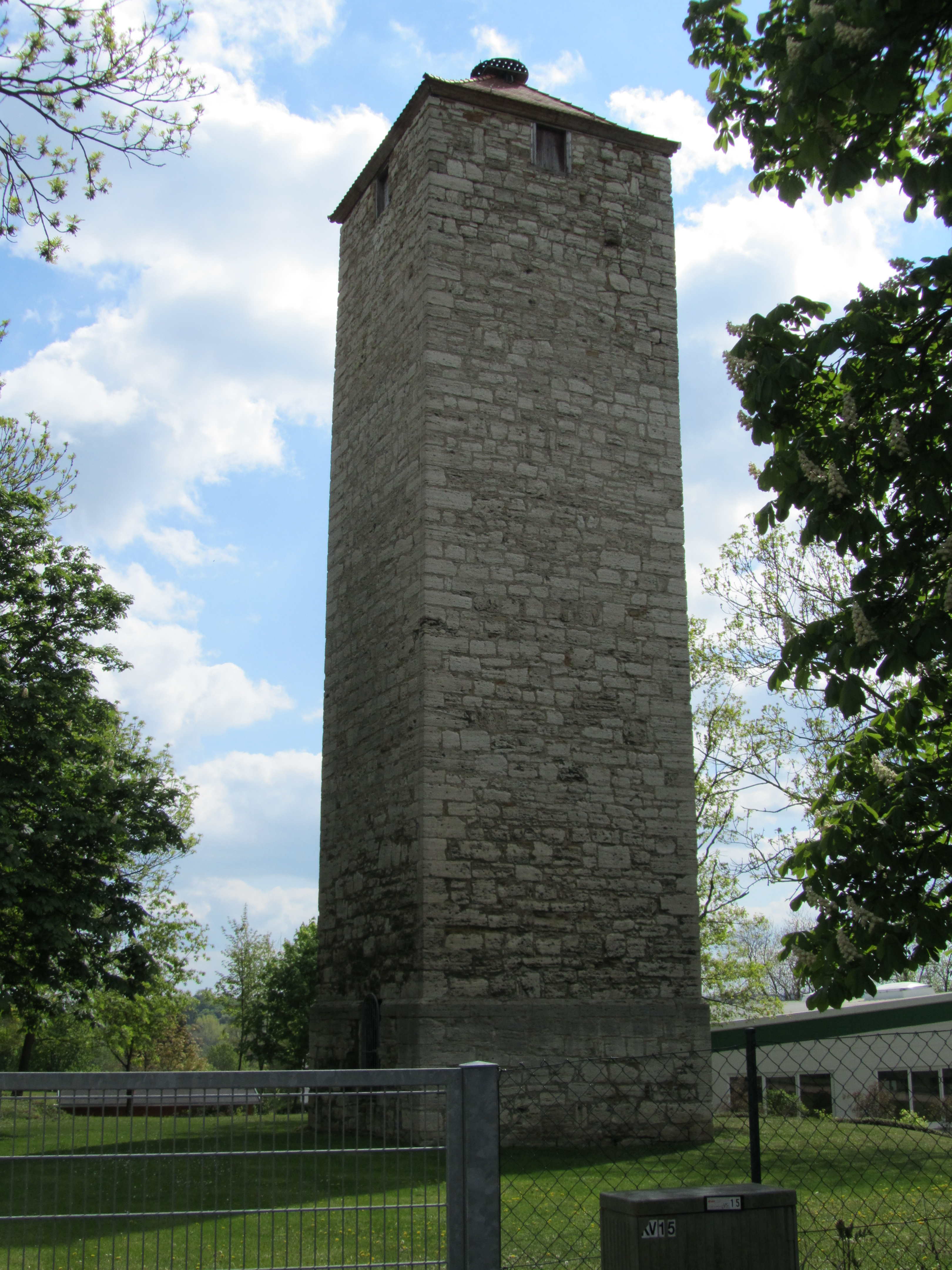
Nikolausturm
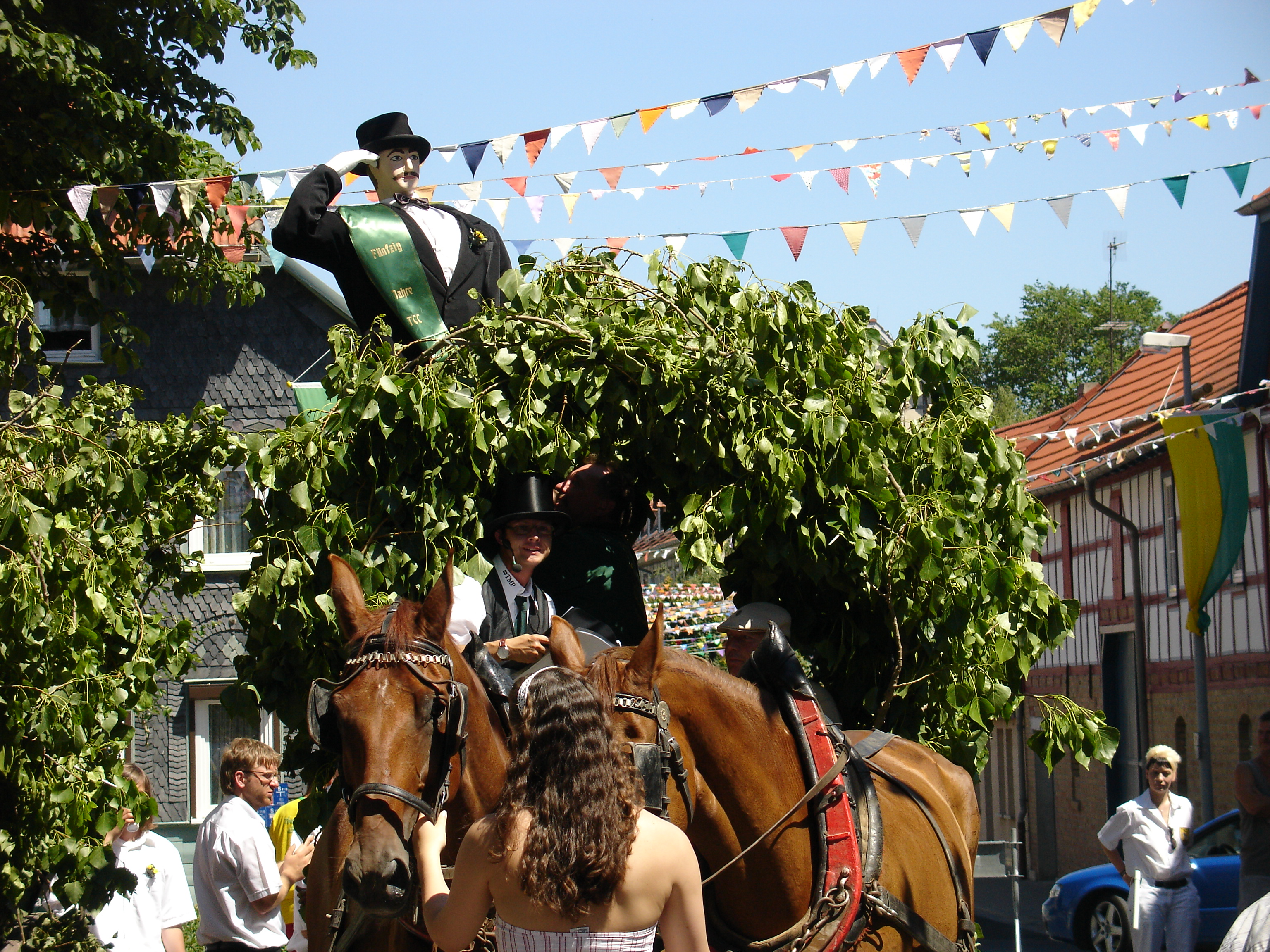
Ablass 2006 – Tetzelrede auf dem Tetzelwagen

## Persönlichkeiten

### Söhne und Töchter des Ortes
- Otto Just (1854–1931), Ministerialbeamter
- Ulrich Fleischhauer (1876–1960), antisemitischer Publizist und Verleger
- Hermann Ludwig Blankenburg (1876–1956), Komponist, als „Marschkönig“ bezeichnet, Ehrenbürger der Stadt

### Personen, die mit dem Ort in Verbindung stehen
- Balthasar Wurmb (1532–1598), kursächsischer Geheimer Rat und Amtshauptmann, unter den ihn zugeteilten Lehngütern war auch ein Anteil an Thamsbrück
- Johann Josua Löner (1535–1595), lutherischer Theologe, Rektor in Thamsbrück (1558–1561)
- Georg Vitzthum von Eckstedt (1551–1605), kursächsischer Geheimer Rat und Appellationsrat in Dresden und Hauptmann zu Thamsbrück
- Carl Heinrich von Berlepsch (1694–nach 1779), fürstlich-würzburgischer Generalmajor der Infanterie, Oberst über ein Regiment zu Fuß und Hofkriegsrat sowie zuletzt Generalfeldmarschallleutnant, er erbte gemeinsam mit seinen vier Brüdern die väterlichen Besitzungen in Thamsbrück
- Erich Volkmar von Berlepsch (1707–1749), fürstlich-sächsischer Amtshauptmann in Weißenfels, stand im Dienst des Herzogs von Sachsen-Weißenfels, später Kreiskommissar und zuletzt königlich-polnischer und kurfürstlich-sächsischer Kreishauptmann in Thüringen, erbte nach dem Tod seines Vaters das Thamsbrück‘sche Vorwerk
- Eberhard Ladwig (1923–2006), Botaniker, wirkte ab 1950 am Pädagogischen Institut in Mühlhausen und ab 1969 an der Pädagogischen Hochschule Erfurt/Mühlhausen, ebendort Hochschullehrer im Fach Biologie (1969–1988), war Lehrer in Thamsbrück